# A Galaxis útikalauz stopposoknak helyszínei
Ez a szócikk a Galaxis útikalauz stopposoknak című regényben szereplő helyszíneket sorolja föl.

## Alfa Centauri
Az Alfa Centauri a Földtől alig 5 fényévnyire eső rendszer. A Föld helyére építendő hiper-űrsztráda tervei itt voltak 50 éven át megtekinthetőek, mielőtt a vogon flotta elpusztította volna a bolygót.

## Betelgeuse
A Betelgeuze egy a Földtől 400-600 fényév távolságban lévő vörös óriás. A Betelgeuse V Ford Prefect és Zaphod Beeblebrox szülőbolygója. A Betelgeuse VI Ford apjának szülőbolygója, amely elpusztult a 03758. Galaktikus-Sziderikus évben történt Nagy Lezúduló Hrung Katasztrófa következtében, Ford apja volt az egyetlen túlélő.

## Golgafrincham
A golgafrinchamiek bolygóját a pusztulás fenyegette, ezért az egész lakosságot három hatalmas űrhajóval hibernált állapotban átszállították Golgafrinchamről a Földre. Az A hajóban a vezetők, tudósok, a C hajóba a fizikai munkások kerültek, a B hajóba pedig mindenki más (fodrászok, telefonmosók, könyvelők, producerek, tanácsadók stb.). Mivel azonban a B hajó utasai mind más információval rendelkeztek arról, hogy pontosan mi fenyegette bolygójukat (a Napba zuhan, lelegeli egy óriás kecske), és indulásuk óta semmit sem hallottak a másik két hajó felől, úticéljuk is kezdett gyanússá válni. Az Útikalauz bejegyzése szerint „különc poéták egyikének kései leszármazottja volt az, aki kitalálta a fenyegető romlásról szóló dajkameséket, amelyek lehetővé tették a golgafrinchamieknek, hogy népességük haszontalan egyharmadától megszabaduljanak. A maradék kétharmad szilárdan kitartott eredeti lakhelyén, és sikerekben gazdag, örömteli életet élt addig, amíg az egész civilizációt ki nem irtotta egy virulens kór, amelyet egy piszkos telefonkagyló indított útjára.”

## Kakrafoon
Kakrafoon egy száraz, vörös világ, ennek a napjába készült belerohanni Pörkölt Desiato űrhajóján Arthur, Zaphod, Ford és Trillian és Marvin.

## Krikket
A Krikket bolygón valamikor régen elkészült az első krikketi űrhajó. A bolygó urait nagyon megdöbbentette az a felfedezés, hogy nincsenek egyedül a Galaxisban, és pusztítani kezdték a más létformákat. A Bolygóközi Tanács Kron-stop időzárat vont a Krikket köré. Az élet, a világmindenség, meg minden című regényben a krikketiek ismét megpróbálják elpusztítani az univerzum népességét, de Arthuréknak sikerül megakadályozni.

## Magrathea
Abban az időben, amikor a galaxisban (szinte) mindenki egyformán gazdag volt, a leggazdagabbak szórakozása volt az, hogy saját bolygókat gyártattak maguknak a saját elképzeléseik szerint. Az egyedi bolygótervezést és -gyártást a Magrathea bolygón végezték. Eme tevékenysége során a Magrathea mérhetetlenül gazdaggá vált, míg a galaxis összes többi része szegénységbe fordult. Ekkor a bolygókészítést leállították, a Magrathea eltűnt, és ötmillió éven át már csak a legendákból ismerték. A Galaxis útikalauz stopposoknak című regényben erre a bolygóra száll le az Arany Szív űrhajóban Arthur, Ford, Zaphod, Trillian és Marvin. Itt Szlartibartfaszttól megtudják, hogy a Föld az egérformájú szuperintelligens lények kérésére szintén itt készült, egyfajta kísérletként, hogy megtudják a kérdést, amire a válasz a 42.

## A Teljesút, vagyis a vendéglő a világ végén
A Teljesút megalkotói egy hatalmas időbuborékot előrevetítettek a világegyetem végének idejére, így egy vacsora közben többször is megnézhető a világegyetem pusztulása egy erőtérkupola védelméből. Pénzt sem kell ehhez vinni, elég ha az ember saját idejében bankba tesz egy centet, és a világegyetem pusztulása idejére összegyűlik annyi, ami fedezi a vacsora költségeit.

## Ursa Minor Béta
„Az Ursa Minor Béta a legszörnyűbb helyek egyike az ismert Univerzumban. Mérhetetlenül gazdag, napos. Gyanús körülmények folytán felszínrajza csak szubtrópusi tengerpartból áll és szintén gyanús időrelasztáció következtében csaknem folyton szombat délután van, kicsivel a parti bárok zárása előtt... az Ursa Minor Béta uralkodó életformái idejük zömét arra fordítják, hogy úszómedencék körül futkosva próbáljanak a lelki megvilágosodás állapotába jutni. Az Ursa Minor Bétán mindössze egyetlen város van, és az is csak azért érdemli ki ezt a rangot, mert arrafelé némileg sűrűbben vannak az úszómedencék, mint egyebütt.” A hely továbbá arról nevezetes, hogy itt található egy U alakú építmény is, ami a Galaxis Útikalauz stopposoknak című könyv kiadójának irodaépülete.